# Eli Lilly
Eli Lilly (Baltimore, 8 de julho de 1838 - Indianápolis, 6 de junho de 1898) foi um militar, farmacêutico químico, industrial, empresário e fundador da corporação farmacêutica Eli Lilly and Company. Lilly se alistou no exército da União durante a Guerra Civil Americana, onde recrutou um grupo de homens para servir com ele em um batalhão de artilharia, mais tarde foi promovido a coronel, e foi dado o comando de uma unidade de cavalaria. Ele foi capturado perto do fim da guerra e mantido como um prisioneiro de guerra até a sua conclusão. Após a guerra, ele tentou executar uma fazenda no Mississippi, mas fracassou e retornou a sua profissão de farmacêutico, após a morte de sua esposa. Lilly casou-se e trabalhou em várias farmácias com os parceiros antes de abrir seu próprio negócio em 1876 com planos de fabricar medicamentos e comercializá-los por atacado às farmácias.
Sua companhia foi bem sucedida e ele logo se tornou rico depois de fazer inúmeros avanços na fabricação de drogas medicinais. Dois dos primeiros avanços foram pioneiros, estavam criando cápsulas de gelatina para manter medicina e aroma de frutas para os medicamentos líquidos. Eli Lilly & Companhia foi uma das primeiras empresas farmacêuticas da sua espécie, ele montou um departamento de pesquisa dedicados e instituir medidas de numerosos garantia de qualidade.
Usando sua riqueza, Lilly envolvido em numerosos filantrópicas perseguições. Ele entregou a gestão da empresa para seu filho, em 1890, permitindo-se a continuar o seu engajamento na caridade e na promoção cívica em seu foco principal. Ele ajudou a fundar a organização que se tornou o Indianapolis Câmara de Comércio, foi o patrono principal do ramo Indiana da organização de caridade da Sociedade, e pessoalmente financiou a criação de filhos da cidade o hospital que mais tarde foi expandido pelo Estado para se tornar o Children's Hospital Riley. Ele continuou o seu envolvimento com diversas organizações até sua morte de câncer em 1898.
Lilly foi um defensor da regulamentação federal da indústria farmacêutica, e muitas das suas reformas sugeridas foram promulgou, em 1906, resultando na criação da Agência de Medicamentos e Alimentos. Ele também foi um dos pioneiros do conceito de prescrição, e ajudou a formar o que se tornou comum a prática de dar medicamentos ou perigosas viciante apenas às pessoas que tinha visto pela primeira vez um médico. A empresa fundada por ele desde então tem crescido a uma das mais influentes e farmacêutica maiores empresas do mundo, ea maior empresa do Indiana. Utilizando a riqueza gerada pela empresa, o seu filho e netos criou a Lilly Endowment para continuar o legado de Lilly de filantropia. A investidura continua sendo um dos maiores benfeitores de caridade no mundo.

## Início da vida

### Família e juventude
Eli Lilly nasceu em 8 de julho de 1838 na cidade de Baltimore, no estado americano de Maryland. Era filho de Gustav e Esther Lilly. De descendência sueca, seus antepassados haviam se mudado para a região dos Países Baixos, na França, antes dos seus bisavós emigrarem para Maryland em 1789. Após seu nascimento, a família de Eli mudou-se para Kentucky, onde o garoto iniciou seus estudos numa escola pública. Sua família mudou-se novamente em 1852, desta vez para Indiana, onde se tornou aprendiz de tipógrafo. Lilly cresceu num lar metodista, e sua família era proibicionista e abolicionista; esses valores foram uma das razões que os motivou a mudar para Indiana. Ele e sua família foram membros do Partido Democrata durante sua juventude, mas tornaram-se republicanos nos anos que antecederam a Guerra Civil.
Lilly descobriu seu interesse em produtos químicos ainda jovem. Durante uma viagem de visita a seus tios, teve contato com um apotecário e presenciou pela primeira vez o processo de fabricação de medicamentos. Em 1854, virou aprendiz de químico e farmacêutico sob a orientação de Henry Lawrence na Good Samaritan Drug Store, em Lafayette. Além de aprender a misturar produtos químicos, Lawrence ensinou Lilly a como administrar fundos e operar um negócio. Seus pais o matricularam para estudar farmacologia na DePauw University, conhecida mais tarde como Indiana Asbury University. Ele concluiu a graduação dois anos depois. Em 1859, conseguiu uma vaga na Perkin's and Coon's Pharmacy em Indianápolis. Lilly conheceu Emily Lemen, filha de um comerciante local, com quem se se casou em 1860. O casal retornou a Greencastle, onde Lilly abriu sua própria farmácia em 1861.

### Guerra Civil Americana

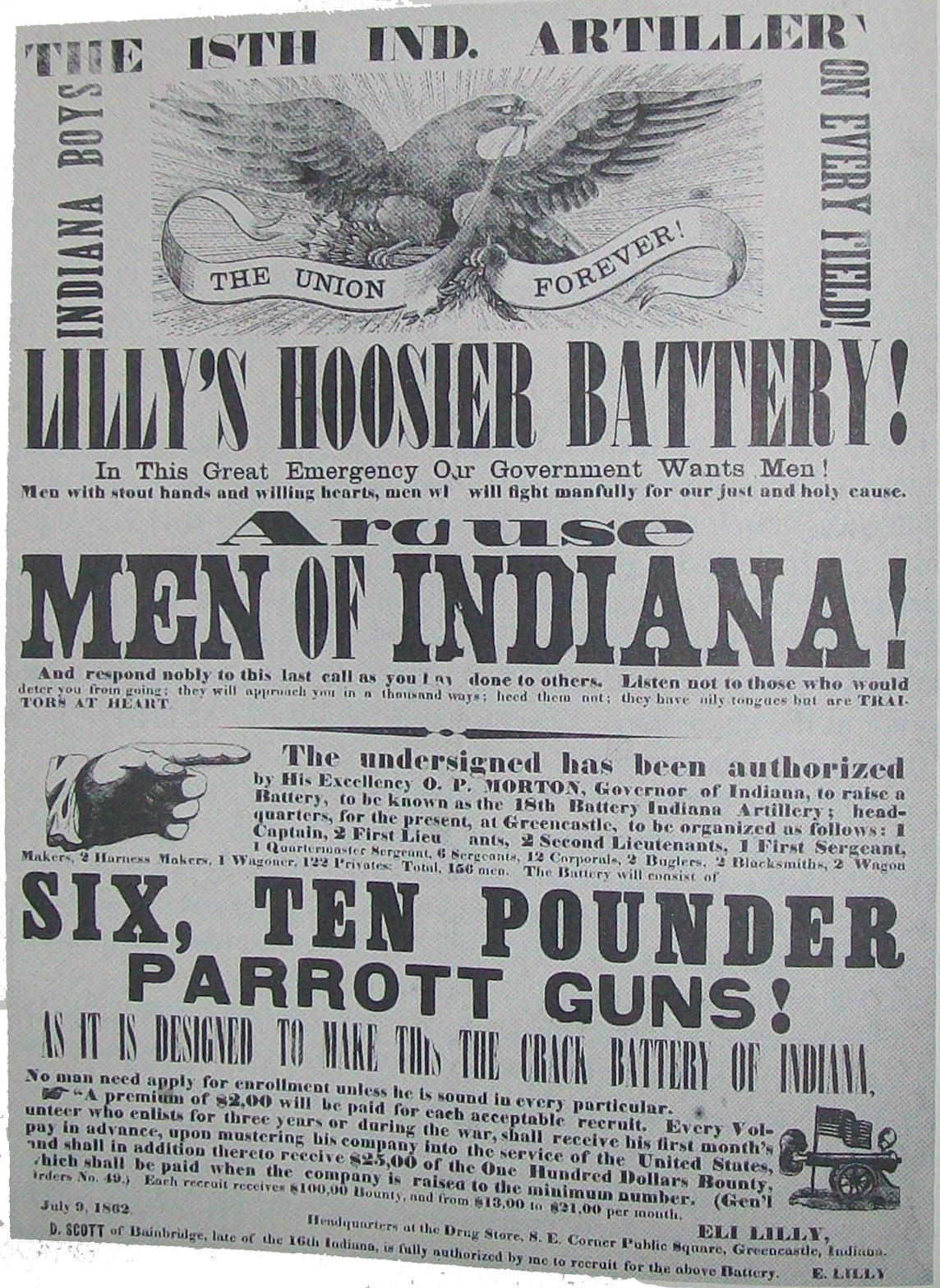

Lilly se alistou no exército da União no início da Guerra Civil Americana, e seu primeiro filho, Josias, nasceu em 1861, enquanto ele estava fora. Lilly recrutou entre os seus colegas, amigos, comerciantes e agricultores locais, pedindo-lhes para se juntarem a ele na formação de uma unidade. Ele tinha posters de recrutamento criados e distribuídos em torno de Indianápolis, prometendo para formar o "crack bateria de Indiana". Sua unidade, a bateria 18, Indiana Luz artilharia, ficou conhecido como a bateria Lilly e consistiu de seis £ 10- Parrott canhões e 150 homens. Ele reuniu em em Indianápolis e passou um breve período de tempo de perfuração. Sua unidade foi atribuído à Brigada Relâmpago comandada pelo Coronel John T. Wilder em 1862 e Lilly foi eleito para servir como comandante de sua bateria de agosto até o inverno de 1863, quando a sua inscrição, de três anos expirado. Sua única experiência militar antes tinha estado em um Lafayette Legião Indiana unidade, e vários de seus artilheiros considerou-o muito jovem e destemperada de comando. Apesar de sua inexperiência inicial, ele se tornou um oficial da artilharia competente e sua bateria foi fundamental em várias batalhas importantes. Ele primeiro viu a ação em 1863 a Batalha de Hoover's Gap, e foi mais tarde na Segunda Batalha de Chattanooga ea Batalha de Chickamauga.
Quando o prazo de alistamento Lilly terminou, ele reenlisted e foi promovido para se tornar um major da cavalaria e dado o comando da Cavalaria 9 de Indiana. Durante uma missão no Alabama em dezembro de 1864, ele foi capturado pelo major-general Nathan B. Forrest e mantido em uma Confederate -de-campo de prisioneiros de guerra até o fim da guerra, na primavera de 1865, quando ele foi libertado e voltou para casa . Foi-lhe concedido o brevetted posto de coronel, antes de ser agrupado para fora do exército. Em sua vida mais tarde, obteve um grande atlas e marcaram a trajetória de seus movimentos na guerra eo local de batalhas e conflitos. Ele freqüentemente usava o atlas ao contar histórias de guerra. Seu título de coronel ficou com ele para o resto de sua vida, e os seus amigos e família usaram-na como um apelido para ele. Lilly serviu como presidente do Grande Exército da República, uma irmandade de Veteranos de Guerra Civil, em 1893. Durante o seu mandato, ele ajudou a organizar um evento que reuniu dezenas de milhares de veteranos de guerra, incluindo a bateria Lilly, em conjunto, em Indianápolis para um reencontro e uma grande parada.

### Empreendimentos
Após a guerra, Lilly se aventurou em um novo negócio: adquiriu um plantação de algodão de 490 hectares no Mississipi. Logo após se mudar para a fazenda, a família inteira foi acometida pela malária, uma doença comum na região naquela época. Lilly e seu filho se recuperaram da doença, mas sua esposa Emily faleceu em 20 de agosto de 1866. Ela estava grávida de oito meses do segundo filho do casal, que morreu junto com a mãe. A morte de Emily afetou Lilly profundamente, ele escreveu à sua família, "Mal posso dizer como me olha ... é uma amarga, amarga verdade ... Emily está realmente morta."  Ela foi inicialmente enterrado na fazenda, mas mais tarde naquele ano seu corpo foi exumado e transferido para Indiana para ser novamente sepultado. devolução da Lilly para Indiana após sua morte permitiu o plantio a cair em ruína e sua cultura a falhar. Seu parceiro foi incapaz de manter o plantio por causa de uma seca e, em seguida, desapareceu com o dinheiro restante a empresa. Lilly foi forçado a falência em 1868. Josias foi enviado para viver com os pais de Lilly em Greencastle enquanto ele trabalhava para resolver a situação na fazenda. Ele se casou novamente em 1869, desta vez para Maria Cynthia Sloan, e começou trabalhando para Pattison, Moore & Talbott, uma empresa grossista medicinais. A empresa foi comprada pela H. Daly e Companhia durante o seu emprego lá.
Em 1869, a Lilly deixou de Indiana e, com um sócio, abriu uma loja de droga de sucesso, Binford e Lilly, em Paris, Illinois. Ele logo mandou chamar seu filho. O negócio era rentável e permitiu que a Lilly poupar dinheiro, mas ele estava mais interessado na fabricação de medicamentos do que correr uma farmácia. Ele formulou um plano para criar uma empresa grossista de medicamentos de sua autoria. Em 1873, a Lilly deixou a parceria e retornou para Indianápolis, onde abriu uma loja de droga, Johnson e Lilly, com um novo parceiro. Três anos depois, Lilly dissolveu a sociedade, o seu quinhão dos activos ascendeu a vários equipamentos, alguns galões de produtos químicos não misturados, e uma pequena quantia de dinheiro. Ele já tinha se aproximou de um amigo da família, Augusto Keifer, para criar uma nova parceria. Keifer e duas farmácias associadas concordou em comprar todas as drogas de Lilly, a um custo menor do que estavam pagando atualmente. Em 10 de maio de 1876, a Lilly abriu um laboratório para produzir drogas. O sinal para a empresa disse que "Eli Lilly, Químico".

## Vida adulta

### Eli Lilly and Company

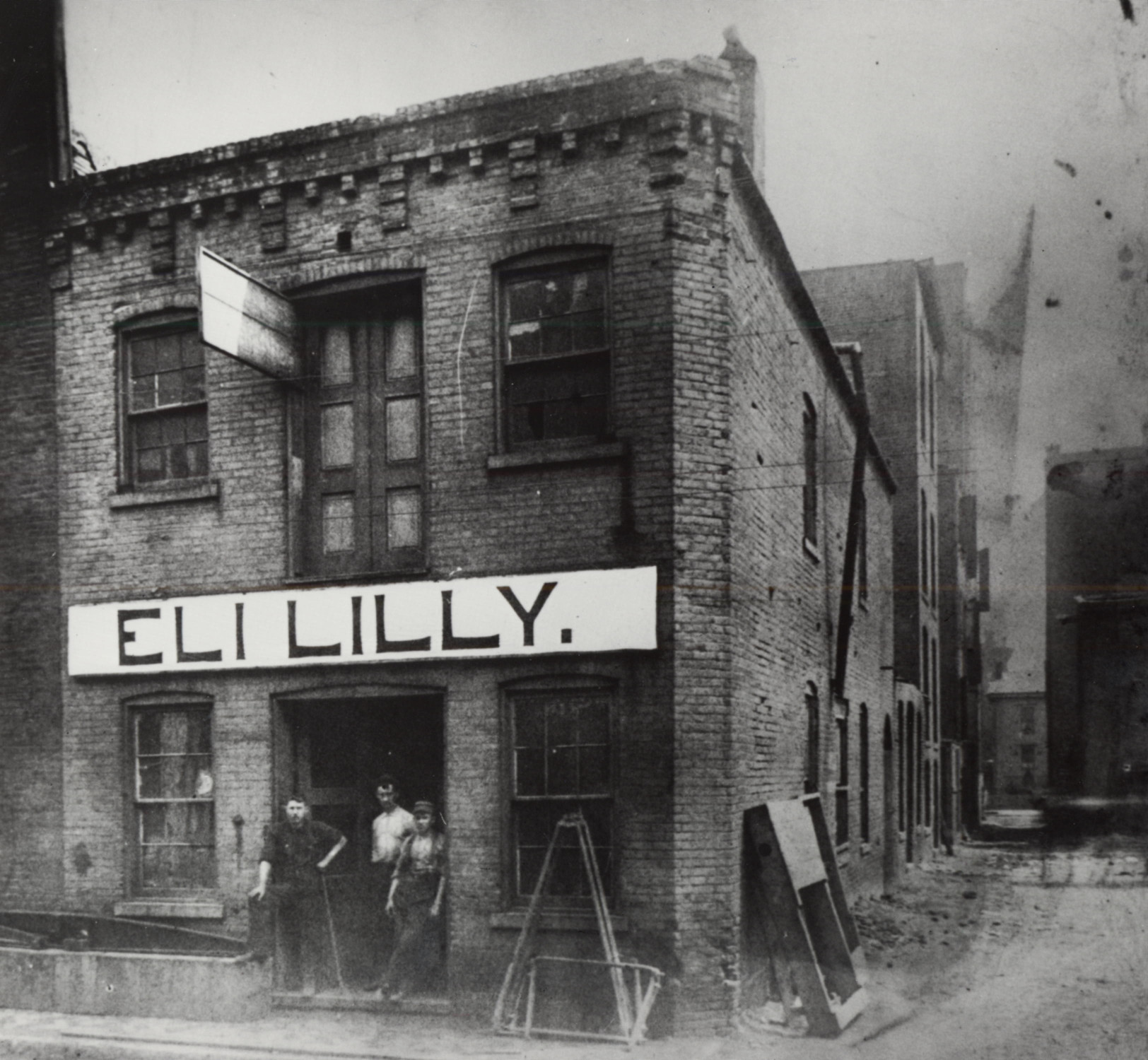

A fábrica de Lilly começou com três funcionários, incluindo seu filho de 14 anos de idade, Josias, que abandonou a escola para trabalhar com o pai. A nova empresa tinha US$ 1.400 em capital de giro (o equivalente a $ 28.096 dólares em 2009). Sua primeira inovação foi o revestimento de gelatina para comprimidos e cápsulas. Outras inovações incluíam aroma de frutas para medicamentos e comprimidos adocicados, fazendo com que fossem mais fáceis de tomar. Depois de sua experiência com os medicamentos de baixa qualidade usado na Guerra Civil, a Lilly comprometeu-se a produzir apenas medicamentos de alta qualidade, em contraste com a patente de medicamentos comuns e muitas vezes ineficaz do dia. Um dos primeiros medicamentos que ele começou a produzir foi a quinina, um fármaco usado para tratar a malária, que se tornou o remédio mais vendido. Seus produtos ganharam uma reputação de qualidade e se tornou popular na cidade. Em seu primeiro ano de actividade, as vendas chegaram a 4.470 dólares ($ 89,707 dólares em 2009 acorrentado), e em 1879 tinham crescido para US $ 48.000 ($ 1100914 em dólares de 2009 encadeado). As vendas expandiu-se rapidamente e começou a conquistar clientes fora do Indiana. Lilly contratou seu irmão, James, como seu primeiro vendedor de tempo integral em 1878. Tiago, a equipe de vendas subseqüentes que desenvolveu, comercialização de drogas da empresa a nível nacional. Outros membros da família também foram empregadas pela empresa em crescimento; primo Evan Lilly Lilly foi contratado como guarda-livros e os seus netos, Eli e Josias, foram contratados para executar recados e fazer outros biscates. Em 1881, formalmente constituída a empresa, nomeando-a Eli Lilly and Company. Ao final dos anos 1880, ele foi um dos principais empresários da área de Indianápolis, com mais de cem empregados e US $ 200.000 (4757037 $ dólares em 2009 acorrentados) em vendas anuais.

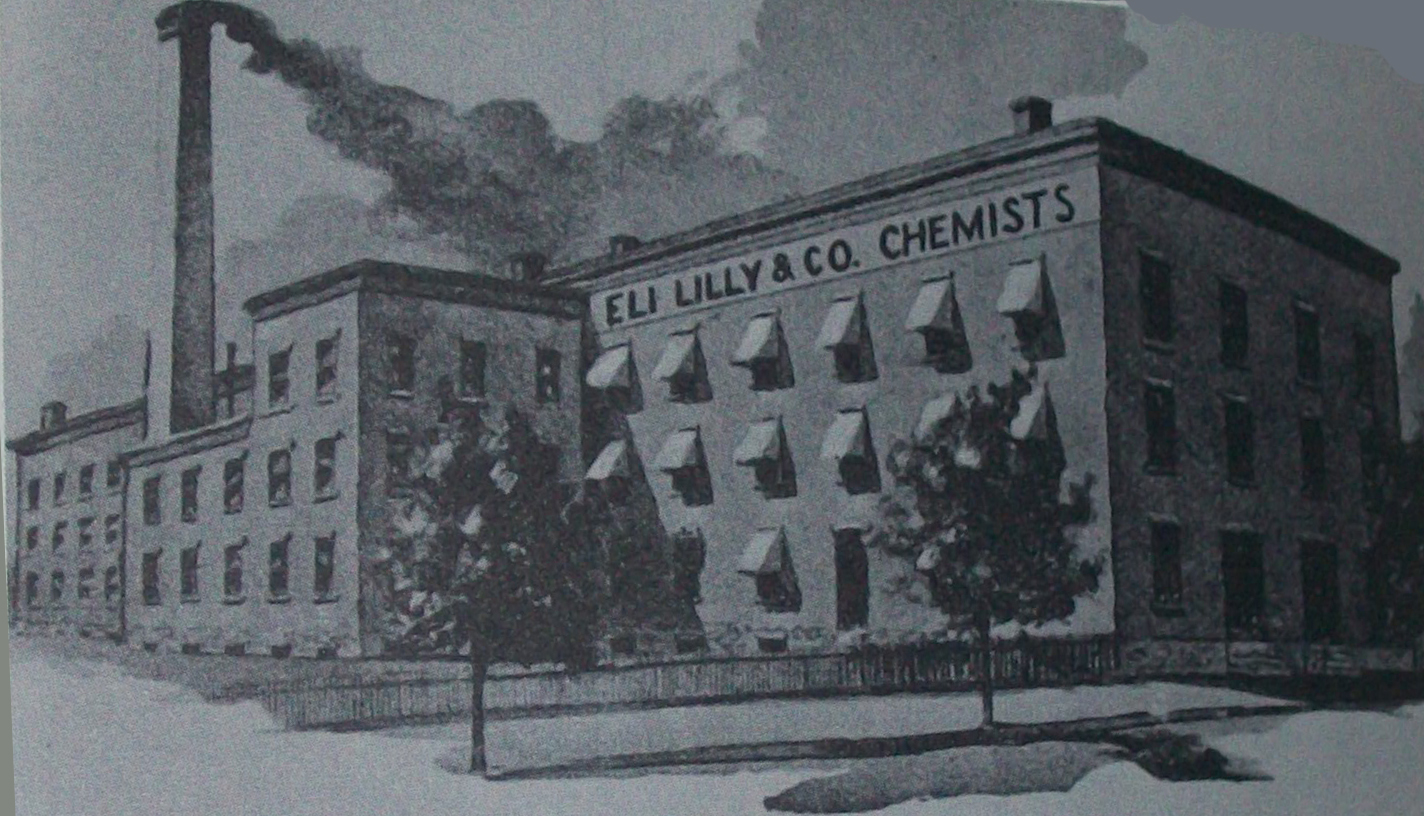

Para acomodar o seu negócio crescer, Lilly adquiridas facilidades adicionais para a pesquisa e produção. Ele comprou um complexo de edifícios em McCarty Street no sul de Indianápolis, outras empresas seguiram, ea área começou a se desenvolver em uma seção de negócios principais da cidade. Acreditando que seria uma vantagem para o seu filho a ganhar um maior conhecimento técnico, Lilly Josias enviou para participar Philadelphia College of Pharmacy , em 1880. Ao voltar para o negócio em 1882, Josias foi nomeado superintendente do laboratório. Em 1890, Lilly entregue a gestão de seu negócio para Josias, que dirigiu a empresa por várias décadas. A empresa prosperou apesar a condições econômicas tumultuadas na década de 1890. Em 1894, Lilly comprou uma fábrica a ser utilizado apenas para a criação de cápsulas. Vários avanços tecnológicos foram feitos pela empresa, ea criação da cápsula foi automatizado. Durante os poucos anos seguintes, eles criaram anualmente dezenas de milhões de cápsulas e comprimidos.
Embora houvesse muitas outras pequenas empresas farmacêuticas nos Estados Unidos, Eli Lilly and Company distinguiu-se dos demais por ter uma equipe permanente de pesquisa, inventando técnicas superiores para a produção em massa de medicamentos, e seu forte foco em qualidade. Na primeira, Lilly foi só pesquisador da empresa, mas como o seu negócio cresceu, criou um laboratório e empregados de um departamento dedicado à criação de novos medicamentos, a contratação de seu primeiro cientista da pesquisa em 1886. O departamento de métodos de investigação foram baseados em Lilly. Ele insistiu na garantia de qualidade, e instituiu mecanismos para assegurar que os medicamentos produzidos trabalhou como anunciado, havia a combinação correta de ingredientes, e que apenas as doses corretas de medicamentos foram contidos em cada pílula. Ele estava consciente da natureza e perigosa dependência de algumas de suas drogas, e foi pioneira no conceito de dar tais drogas apenas para pessoas que tinha visto pela primeira vez um médico para determinar se o medicamento necessário.

### Filantropia
Na época de sua aposentadoria parcial dos seus negócio, Lilly foi um milionário. Ele esteve envolvido em atividades cívicas durante vários anos e tornou-se cada vez mais filantrópicas, a concessão de fundos para grupos de caridade da cidade. trabalhando com um grupo de 25 outros empresários, ele começou a patrocinar Charity Organization Society no final dos anos 1870 e logo se tornou o padroeiro principal do seu capítulo de Indiana. A sociedade foi o precursor da United Way e trabalhou para organizar grupos de caridade sob uma liderança central. Permitiu a muitas organizações facilmente interagir e ajudar as pessoas mais necessitadas, coordenando os seus esforços e identificar as áreas com maior necessidade.

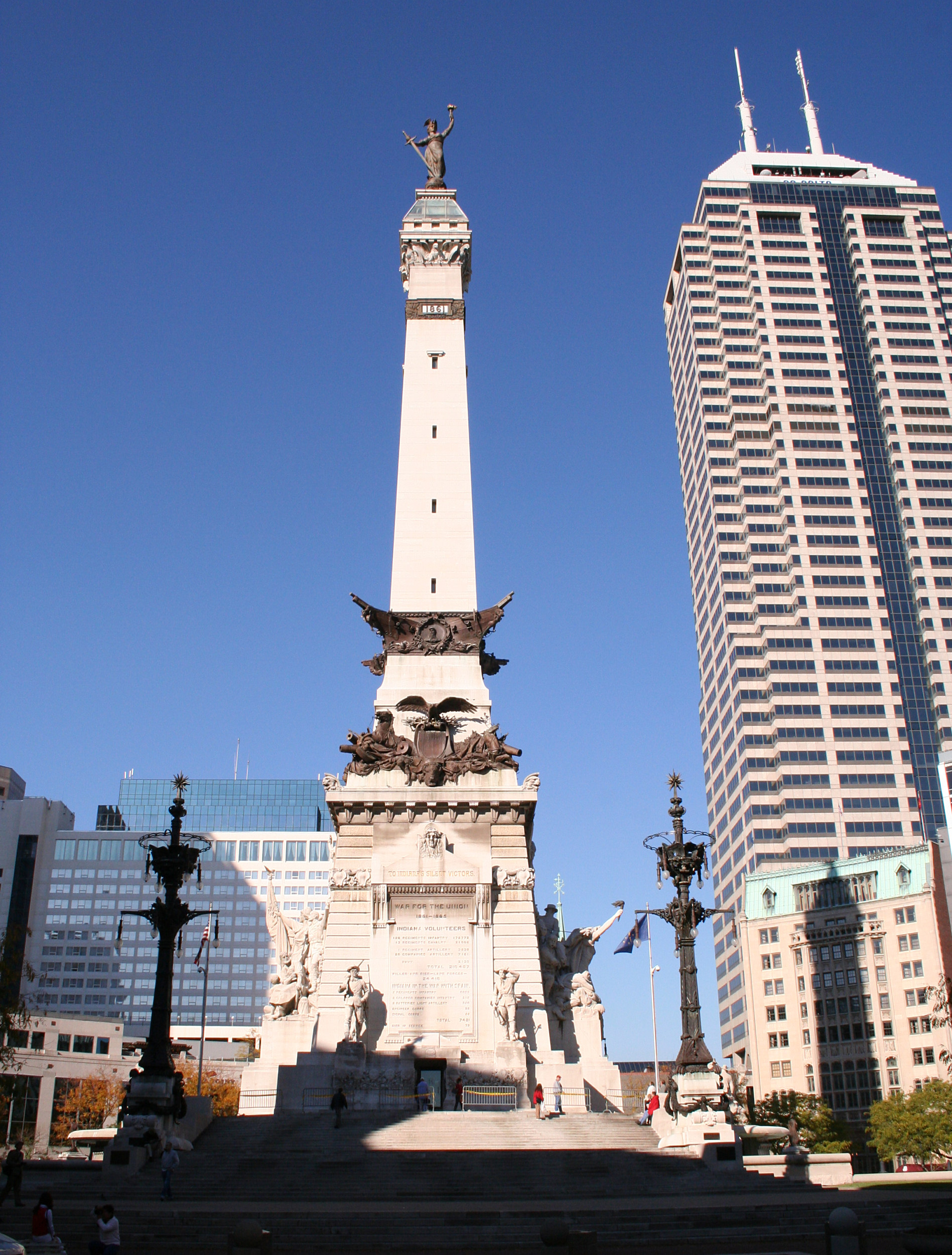

Lilly pretendia incentivar o crescimento econômico eo desenvolvimento geral, em Indianápolis. Ele tentou alcançar esses objetivos através do apoio a organizações locais comerciais financeiramente e através de sua defesa e promoção pessoal. Ele se tornou ativo na educação cívica local em 1879. Como resultado de sua proposta para um público de abastecimento de água da empresa para atender as necessidades da cidade, o Indianapolis Water Company foi criada. Em 1890, Lilly fundou o Clube Comercial e foi eleito como seu primeiro presidente. O clube foi o veículo principal para suas metas de desenvolvimento da cidade e foi um precursor do Indianapolis Chamber of Commerce. O grupo foi fundamental para transformar inúmeros avanços para a cidade, incluindo a cidade, ruas largas e pavimentadas, ferrovias elevados para permitir que veículos e pessoas a passar por baixo deles, e um sistema de esgoto da cidade. As empresas foram criadas através de investimentos públicos e privados e operado a baixo custo, na prática eles pertenciam a clientes da empresa, que comprou cada empresa lentamente de volta de seus investidores iniciais. O modelo foi posteriormente seguido na maior parte do estado para fornecer água e eletricidade. O grupo também ajudou a financiar a criação de parques, monumentos e memoriais, com sucesso e atraído investimentos de empresários e organizações para expandir a crescente indústria da cidade.
Após o crescimento do gás começou a varrer o estado na década de 1880, Lilly e seu Clube Comercial defendeu a criação de uma empresa pública para bombear o gás natural a partir do solo, canalizá-lo para a cidade a partir do Campo de Gás de Trenton, e fornecê-la em baixa custo para empresas e residências. O projeto levou à criação da Gas Consumidor Trust Company, que foi nomeado por Lilly. A empresa desde a baixo custo de combustível de aquecimento urbano de vida que fez muito mais desejável. O gás foi mais usada para gerar eletricidade para funcionar cidade a primeira empresa de transporte público, um sistema de bondes.
Durante o Pânico de 1893, a Lilly criou uma comissão para ajudar a fornecer comida e abrigo para as pessoas pobres que foram afetados negativamente. Seu trabalho com a comissão levou-o pessoalmente para doar fundos suficientes para criar um de hospital de crianças em Indianapolis para cuidar muitas crianças de famílias que não tinham dinheiro para pagar os cuidados médicos de rotina.

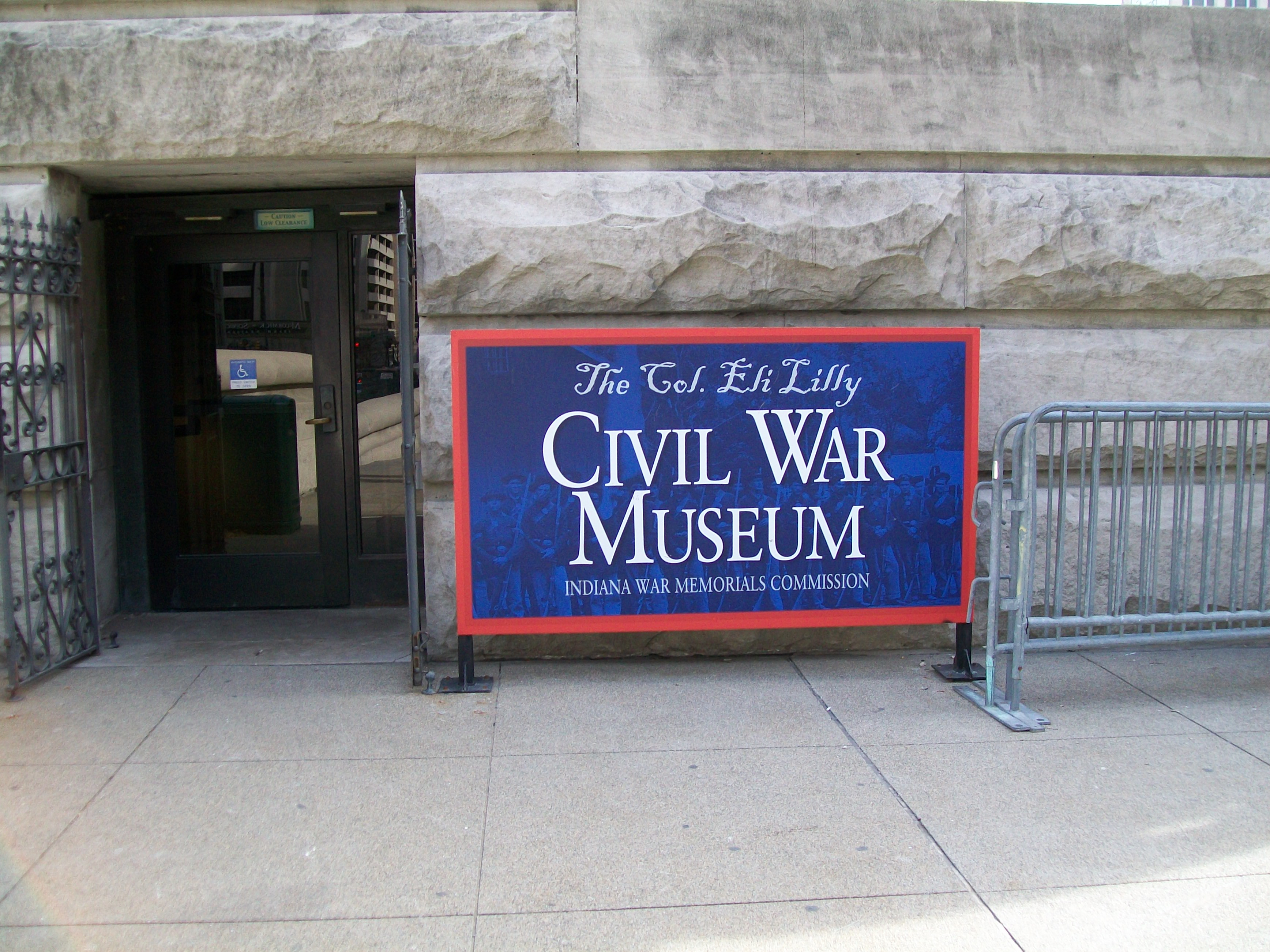

Amigos, Lilly muitas vezes o incentivou a procurar um cargo público, e tentou nomeá-lo a correr para o governador de Indiana como um republicano em 1896, mas ele recusou. Ele se afastou de cargos públicos e, em vez queria concentrar sua atenção em suas organizações filantrópicas. Ele fez regularmente apoiar candidatos, e fizeram doações substanciais para os políticos que avançaram suas causas. Lilly fez amizade com o ex-governador Oliver P. Morton, que sugeriu que ele usasse o seu Clube Comercial para defender a criação de um memorial de Indiana, muitos veteranos da Guerra Civil. Aceitando a sugestão, Lilly começou a levantar fundos para construir o Soldiers Indiana 'e' Monumento Marinheiros. A construção começou em 1888, mas o monumento não foi concluída até 1901. O interior do monumento abriga um museu da guerra civil que mais tarde foi nomeado em honra de Lilly.
Lilly foi um ávido pescador e construiu uma casa de família em Lake Wawasee em 1887, onde ele havia gostado férias regulares e recreação desde 1880. Em 1892, ele construiu o Wawasee Inn sobre o lago. O local se tornou um refúgio para a família, e seu neto mais tarde expandido a massa falida. Ele também era dono de uma grande casa no Tennessee Street, em Indianápolis, onde ele passou a maior parte de seu tempo. Lilly desenvolveram câncer em 1897 e morreu em sua casa em Indianápolis 06 de junho de 1898. Seu caixão foi realizada em 9 de junho com a participação de milhares antes que ele foi transferido para seu local de sepultamento, um grande sepulcro em Indianapolis Crown Hill Cemetery.

## Legado

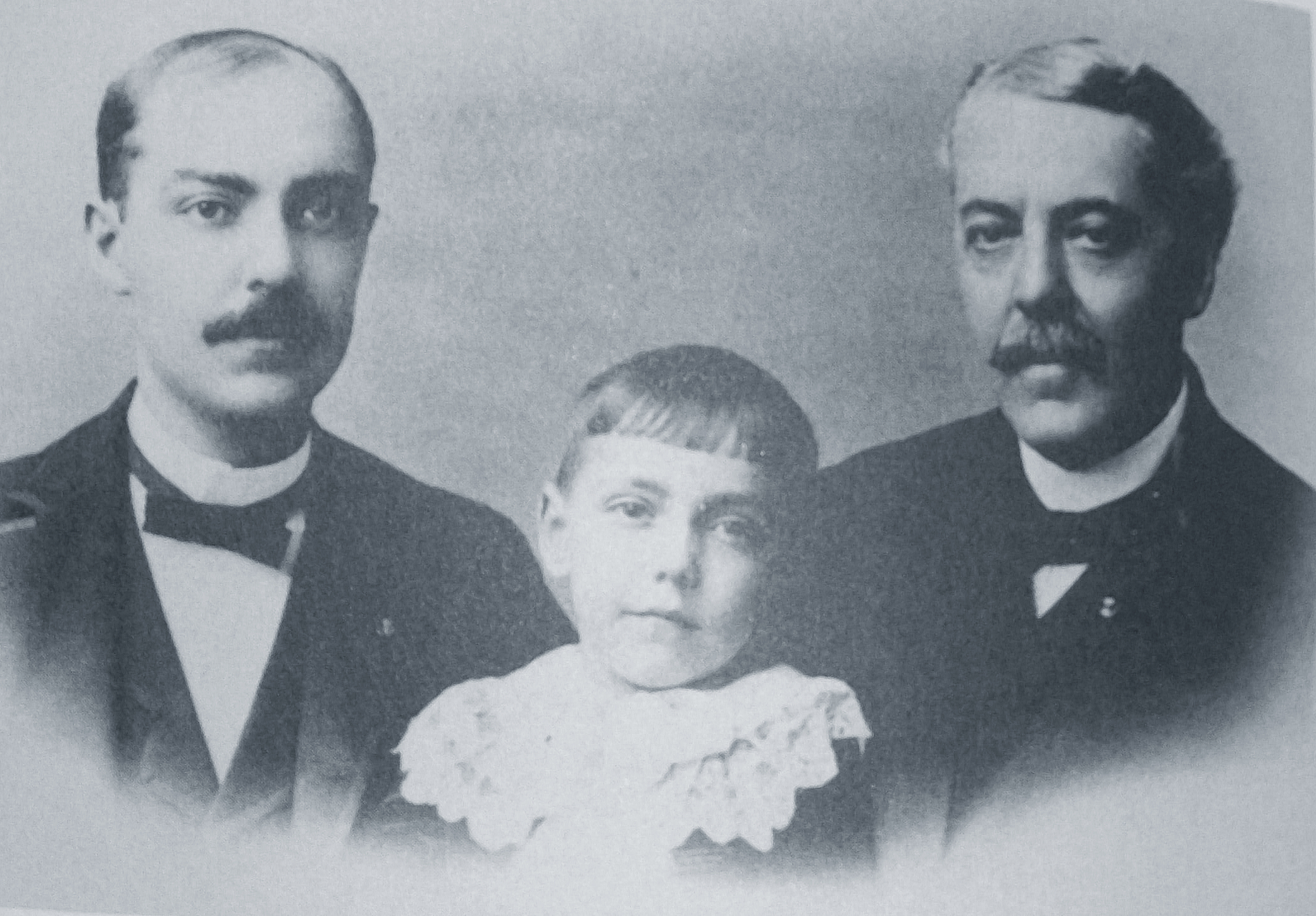

Em 1898, a empresa de Lilly tinha uma linha de produtos de 2.005 itens e suas vendas anuais ultrapassavam os US $ 300.000 (7706400 dólares em 2009 dólares encadeado). Josias Lilly herdou a companhia após a morte de seu pai, e continuou a construir a empresa antes de passa-la a seus próprios filhos, Eli Lilly e Josiah K. Lilly Jr. Josias e seus dois filhos continuaram a filantropia praticada por Lilly e mais tarde criou a Lilly Endowment que em 1998 se tornou a maior entidade filantrópica do mundo em termos doação. Essa marca já foi superada,  mas ainda continua entre os dez maiores. A empresa desempenhou um papel importante no fornecimento de remédios para as vítimas do devastador 1906 Terremoto de San Francisco. a companhia Lilly desde então tem crescido em uma das maiores empresas farmacêuticas do mundo, e nos termos do neto liderança Lilly desenvolveu muitas inovações, incluindo o pioneirismo e desenvolvimento de insulina na década de 1920, a produção em massa da penicilina durante a década de 1940, e na promoção de avanços na produção em massa de medicamentos. A inovação continuou na empresa após foi feita uma corporação negociadas publicamente em 1952, e desenvolveu Humulin, Merthiolate, Prozace outros medicamentos. De acordo com a Forbes, Eli Lilly & Co. foi a maior empresa de 229 no mundo e 152 nos Estados Unidos em 2007, com um patrimônio de US $ 17 bilhões (USD). É a maior empresa eo maior benfeitor de caridade em Indiana.
Lilly maiores contribuições foram a criação metódica e padronizada de medicamentos, a sua dedicação à pesquisa e desenvolvimento, o valor real das drogas que ele criou. Ele foi pioneiro da moderna indústria farmacêutica, e muitas de suas inovações mais tarde tornou-se prática corrente. Suas reformas éticas, em um comércio que foi marcado por pedidos estranhos de medicamentos milagre, começou um período de rápido avanço no desenvolvimento de medicamentos. Durante sua vida, Lilly havia defendido para a regulamentação federal sobre medicamentos, e seu filho continua que a defesa após a morte de seu pai.
O coronel Eli Lilly Civil War Museum, localizado abaixo dos Marinheiros "e" Monumento Soldados em Indianápolis, é nomeado em honra de Lilly. Foi inaugurado em outubro de 1999 e apresenta exposições sobre Indiana durante o período da guerra e da guerra em geral.